# Malik Taylor
Malik Taylor (Flint, 21 dicembre 1995) è un giocatore di football americano statunitense che milita nel ruolo di wide receiver per i New York Jets della National Football League (NFL). In precedenza ha giocato con i Green Bay Packers dal 2020 al 2022.